# Isabella von Mar

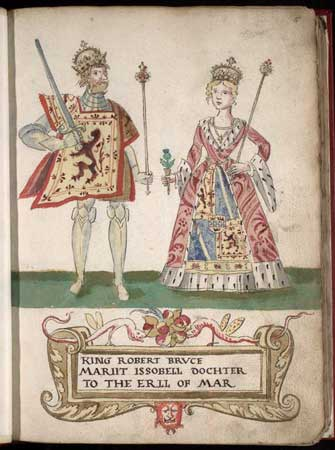
Isabella von Mar, Forman Armorial, 1562

Isabella von Mar (* um 1277; † 1296) war die erste Ehefrau des schottischen Königs Robert I. (Robert the Bruce).

Wappen von Isabelle von Mar.

Sie war die Tochter von Domhnall, 6. Earl of Mar und einer Frau namens Ellen, die zuvor die Frau von Malcolm, 6. Earl of Fife gewesen war. Isabella sprach sowohl Gälisch wie auch Englisch. Ihre Ländereien lagen zum größten Teil nordöstlich von Inverness.
Zum Zeitpunkt (1295) ihrer arrangierten Hochzeit mit Robert Bruce, dem damaligen Earl of Carrick, war Isabella eine wohlhabende junge Frau. Ihr Vater war der erste, der den Anspruch ihres Ehemannes auf den schottischen Thron unterstützte. Kurz nach der Heirat wurde die 18-Jährige schwanger. Die Schwangerschaft verlief ohne Schwierigkeiten, doch kurz nach der Geburt ihres Kindes starb sie an den Folgen des notwendig gewesenen Kaiserschnittes. Sechs Jahre später heiratete Robert seine zweite Ehefrau, Elizabeth de Burgh.
Isabellas Tochter, Prinzessin Marjorie Bruce († 1316) heiratete Walter Stewart, den Truchsessen von Schottland. Deren Sohn bestieg als Robert II. den schottischen Thron. Von ihm stammen die Monarchen des Hauses Stuart ab sowie indirekt die weiteren Königsdynastien von Schottland und England.